# Tom Shaka
Tom Sciacca, plus connu sous son pseudonyme Tom Shaka, auteur-compositeur et interprète blues américain né le 9 avril 1953 à Middletown dans l'État du Connecticut. 
Dans les '70, il s'établit en Europe, où il fut découvert dans le Club de jazz Onkel Pö de Hambourg, où furent également découverts Louisiana Red ou Al Jarreau. Tom Shaka vit depuis en Allemagne, à Norderstedt.

## Albums
- Hot'N Spicey (1994), avec Louisiana Red, Tony Sheridan
- Hit from the Heart (1994)
- Timeless in Blues (1995)
- Blues Magic (1997)
- The Shaka Brothers: Blues Blood (2000), album en duo avec son frère Bill Shaka
- Keep on Keepin on (2002)
- Bless my Soul (2002)
- The very Best of Tom Shaka (2003)
- Deep Cut (2007)